# Iwan Iwanowitsch Sajenko
Iwan Iwanowitsch Sajenko [ɪˈvan ɪˈvanəvʲɪtʲɕ sʌˈjɛnkə] (russisch Иван Иванович Саенко, englisch Ivan Ivanovich Saenko; * 17. Oktober 1983 in Maslowka, Oblast Woronesch, UdSSR) ist ein ehemaliger russischer Fußballspieler.

## Karriere
Iwan Sajenko stammt aus einer Fußballerfamilie; sein Vater ist Trainer des russischen Frauenfußballmeisters FC Energie Woronesch.

### Verein
Sajenko spielte in Russland für FK Fakel Woronesch, bevor er 2001 vom Karlsruher SC unter Vertrag genommen wurde. Nach zwei Einwechslungen 2001 sammelte er im ersten Halbjahr 2002 noch einmal Spielpraxis bei Fakel Woronesch in der zweithöchsten russischen Liga. Ab der Zweitligasaison 2002/03 spielte er sich fest ins Karlsruher Team. Im Jahre 2003 unterschrieb Sajenko einen Vorvertrag beim 1. FSV Mainz 05, der später von einer Verpflichtung des Stürmers Abstand nahm.
Vom KSC wechselte Sajenko 2005 ablösefrei zum Erstligisten 1. FC Nürnberg. Dort wurde sein die Laufzeit seines Dreijahresvertrags bis 2010 verlängert. In der Saison 2006/07 war er mit neun Treffern bester Torschütze der Nürnberger und gewann mit dem Verein den DFB-Pokal. In der folgenden Saison hatte er immer wieder mit Verletzungen und seiner Form zu kämpfen. Ein einziges Tor stand in 26 Einsätzen am Ende zu Buche. Im UEFA-Pokal erzielte er zwei Tore und gab zwei Vorlagen in den sieben Partien des FCN. Mit dem 1. FC Nürnberg stieg er am Ende der Spielzeit 2007/08 in die 2. Bundesliga ab.
Im August 2008 wechselte Sajenko zu Spartak Moskau. Dort hatte er seinen ersten Einsatz am 23. August 2008, als er in der 82. Minute für Wladimir Bystrow eingewechselt wurde. In seinem ersten halben Jahr kam er nur unregelmäßig zum Einsatz. Mit Beginn der neuen Spielzeit im März 2009 gehörte er zur Stammelf und spielte in den ersten 13 Partien. Dann zog er sich einen Meniskusschaden zu, der ihn bis in die nächste Saison hinein nicht mehr zum Einsatz kommen ließ. Am sechsten Spieltag im April 2010 kehrte er wieder in die Mannschaft zurück und spielte sich wieder in die Stammformation. Nach wenigen Monaten brach die Meniskusverletzung wieder auf und sorgte erneut für ein vorzeitiges Saisonende. Danach scheiterte seine Rückkehr in den Profifußball und Sajenko beendete seine Karriere mit 27 Jahren.

### Nationalmannschaft
Sajenko war Mannschaftskapitän der russischen U-21-Nationalmannschaft und stand ab 2006 im Kader der russischen A-Nationalmannschaft. Am 11. Oktober 2006 absolvierte er dort sein erstes Länderspiel. Im Februar 2007 wurde er in einem Freundschaftsspiel über die gesamten 90 Spielminuten eingesetzt. Er stand im russischen Aufgebot für die Europameisterschaft 2008. Dort war er der einzige Spieler, der nicht aus der russischen Liga kam. Eingewechselt wurde er im zweiten Gruppenspiel gegen Griechenland (mit seinem Vereinskollegen Angelos Charisteas) und im dritten Gruppenspiel gegen Schweden. Im Viertelfinale gegen die Niederlande und im Halbfinale gegen Spanien – dem letzten Spiel der Russen – spielte er in der Startelf, wurde aber ausgewechselt.

## Titel / Erfolge
- Deutscher Pokalsieger 2007 mit dem 1. FC Nürnberg